# Župnija Homec
Župnija Homec je rimskokatoliška teritorialna župnija Dekanije Kamnik Nadškofije Ljubljana.

## Zgodovina
Župnijska cerkev je posvečena Marijinemu rojstvu. V letih 1722-1728 so zgradili baročno cerkev, gradnjo pa so zaupali arhitektu Gregorju Mačku. Cerkev je najprej poslikal Franc Jelovšek, a se njegove freske niso ohranile. Od nekdanje bogate opreme se je najbolje ohranila prižnica, ki je odličen primerek rokokoja. Cerkev hrani Marijino sliko, ki jo je naslikal Leopold Layer.
Leta 1895 je bila cerkev zaradi potresa hudo poškodovana. Na zvoniku je bila zamenjena lepa baročna streha z  visoko šilasto. Zvonik je visok 42 m. 

## Duhovniki iz župnije Homec
- Andrej Šarec - Kriškarjev (1827-1901)
- Franc Eržen (1848-1924)
- Alojzij Šarec - Kriškarjev (1866-1946)
- Gregorij Potokar (1874-1943)
- Franc Gabršek (1875-1923)
- Ivan Sešek - Jakov (1884-1952)
- Peter Slevec - Birkov (roj. 1953, duhovni pomočnik v Skaručni)
- Franc Šuštar - Grdalov (roj. 1959, ljubljanski pomožni škof)
- Janez Pavel Šuštar - Grdalov (roj. 1997, kaplan na Igu)

## Župniki na Homcu
Župniki, ki so upravljali župnijo v 20. stoletju, so:
Valentin Bernik (v letih 1894-1909), Anton Mrkun (1909-1929), Anton Govekar (1929-1941), Ivan Sešek (1945-1952), Karel Babnik (1952-1979), Alojzij Golob (1979-2000), Anton Dobrovoljc (2000-2011), Lojze Hostnik (2011-2018), Gašper Mauko (2018-2022) in Tadej Ložar (2022- ).